# 555 (szám)
Az 555 (római számmal: DLV) egy természetes szám, szfenikus szám, a 3, az 5 és a 37 szorzata.

## A szám a matematikában
A tízes számrendszerbeli 555-ös a kettes számrendszerben 1000101011, a nyolcas számrendszerben 1053, a tizenhatos számrendszerben 22B alakban írható fel.
Az 555 páratlan szám, összetett szám, azon belül szfenikus szám, kanonikus alakban a 31 · 51 · 371 szorzattal, normálalakban az 5,55 · 102 szorzattal írható fel. Nyolc osztója van a természetes számok halmazán, ezek növekvő sorrendben: 1, 3, 5, 15, 37, 111, 185 és 555.
Az 555 négyzete 308 025, köbe 170 953 875, négyzetgyöke 23,55844, köbgyöke 8,21797, reciproka 0,0018018. Az 555 egység sugarú kör kerülete 3487,16785 egység, területe 967 689,07712 területegység; az 555 egység sugarú gömb térfogata 716 089 917,1 térfogategység.
Az 555 helyen az Euler-függvény helyettesítési értéke 540, a Möbius-függvényé −1, a Mertens-függvényé 5.

## A szám a kultúrában
Az 555-öt észak-amerikai filmekben, számítógépes játékokban, vagy hasonló területeken fiktív telefonszámként használják. Az 555-tel kezdődő telefonszámokat ugyanis általában nem adják ki.